# Typ 5 Ke-Ho
Der Typ 5 Ke-Ho (japanisch 五式軽戦車 ケホ go-shiki keisensha Ke-Ho, deutsch ‚Typ-5-leichter-Panzer Ke-Ho‘) war ein japanischer leichter Panzer von 1945 (Kōki 2605, daher die Typbezeichnung).

## Allgemeines
Der Typ 5 Ke-Ho war eines von mehreren Mustern, die den veralteten Typ 95 Ha-Gō ersetzen sollten. Zu einer Serienfertigung kam es aufgrund Materialmangels nicht, lediglich ein Prototyp wurde fertiggestellt.
Das leicht gepanzerte Fahrzeug war jeweils 2,23 m hoch und breit sowie 4,38 m lang, wog nur 10 Tonnen und zeichnete sich durch seine Schnelligkeit aus. Die Höchstgeschwindigkeit betrug 50 km/h. Als Hauptbewaffnung war eine 47-mm-Kanone Typ 1 vorgesehen. Die Besatzung sollte aus vier Mann bestehen.